# Herb gminy Karnice
Herb gminy Karnice – jeden z symboli gminy Karnice, ustanowiony 20 grudnia 2001.

## Wygląd i symbolika
Herb przedstawia na tarczy o polu zielonym kamienną studnię koloru zielonego z krzyżem, a na niej dwa srebrne żurawie, patrzące na siebie. Odnosi się on do historii i przyrody gminy, żurawie są przedstawicielami miejscowej fauny, a studnia nawiązuje do studni św. Ottona, znajdującej się w Cerkwicy. 